# Siderka
Siderka – wieś w Polsce położona w województwie podlaskim, w powiecie sokólskim, w gminie Sidra.
Sidra jest siedzibą rzymskokatolickiej parafii Parafia Opatrzności Bożej.

## Historia
W 1863 podczas powstania styczniowego został rozstrzelany kapitan Zawistowski, właściciel dóbr w Siderce.
W 1921 roku wieś liczyła 47 domów i 251 mieszkańców, w tym 185 prawosławnych i 66 katolików rzymskich.
W latach 1975–1998 miejscowość administracyjnie należała do województwa białostockiego.
Wieś w 2011 roku zamieszkiwały 172 osoby.

### Historia dworu w Siderce
Siedziba dworska w Siderce została założona na początku XVI w. przez Michała Haleckiego, któremu przed 1536 r. nadano tu ziemie puszczańskie. Pierwotnie siedziba dworska składała się z dwóch części – dziedzińca otoczonego zabudowaniami i ogrodu. Do dziedzińca prowadziła droga ze wsi (położonej za polami kilkaset metrów od założenia). Na osi tej drogi usytuowany był murowany z cegły dwór. Po 1775 r. Siderka zmieniła właścicieli i przeszła w ręce Zawistowskich. Szymon Zawistowski rozbudował założenie, nadając mu klasycystyczną kompozycję. W obręb kompozycji wciągnięto istniejący już przed 1784 r. duży staw położony przy drodze do Sidry oraz kamienny młyn na rzece Sidrze i kamienny folusz. Wzniesiono nowy, modrzewiowy dwór, któremu podporządkowano nową oś kompozycyjną biegnącą teraz ze wschodu na zachód, prostopadle do dawnej osi. Zofia Łubieńska sprzedała w 1871 r. majętność Arseniuszowi Winogradowowi. Ten w 1897 r. podarował go swojej córce Oldze, żonie Józefa Matuszyńskiego, właściciela Siderki aż do 1939 r. Po parcelacji majątku w 1944 r. siedzibą dworską zarządzała Gminna Spółdzielnia w Sokółce, we dworze i w innych budynkach zamieszkiwali repatrianci oraz nowi właściciele części siedliska, a w zabudowaniach gospodarczych trzymano maszyny rolnicze. W 1948 r. Olga Matuszyńska odwoływała się bezskutecznie od decyzji o przejęciu Siderki na cele reformy rolnej, toteż ostatecznie w 1957 i 1958 r. powstały w obrębie założenia cztery indywidualne gospodarstwa chłopskie. W latach 1956–1957 rozebrany został modrzewiowy dwór, a w 1977 r. rozebrano oficynę (przebudowany budynek szesnastowiecznego dworu), zaś w latach 1960-1962 tuż obok miejsca, w którym stał drewniany dwó w Sidercer wzniesiono budynek szkoły podstawowej i teren ogrodu ozdobnego ogrodzono.

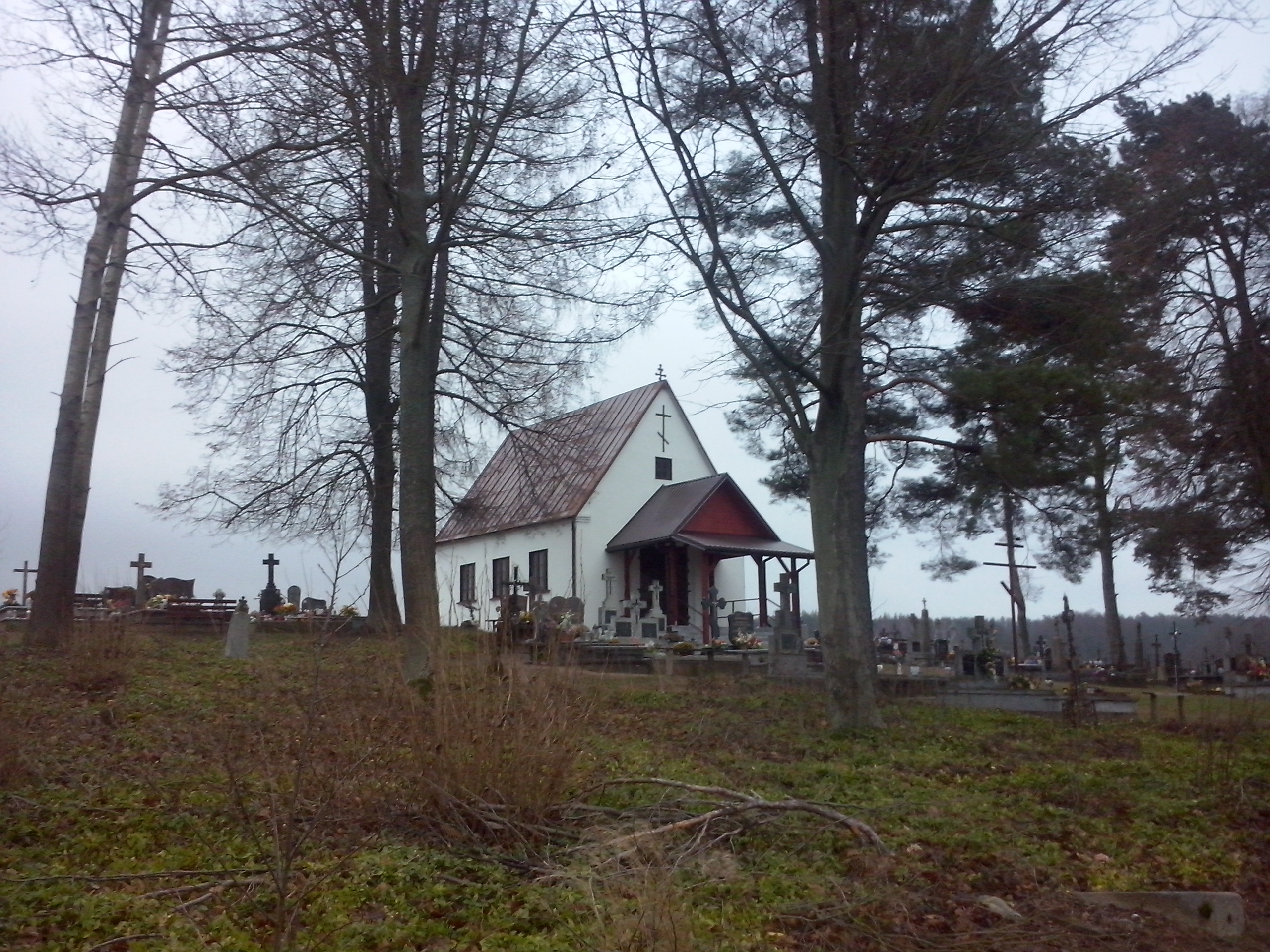
Kaplica prawosławna na cmentarzu

## Obiekty zabytkowe
- kościół rzymskokatolicki pod wezwaniem Opatrzności Bożej z 1825 fundacji Ignacego Zawistowskiego (początkowo cerkiew unicka, od 1839 prawosławna, od 1920 kościół rzymskokatolicki), nr rej.:255 z 4.11.1966[10].  Zobacz też: Kościół Opatrzności Bożej w Siderce.
- pozostałości zespołu dworskiego Zawistowskich
- cmentarz katolicki i prawosławny z XIX wieku[11]. W 1932 r. na cmentarzu przykościelnym wzniesiono obelisk „latarnię zmarłych” ustawiony na osi dworu. Latarnia ta upamiętniała tragiczną śmierć Wandy Matuszyńskiej (zm. w 1932 r.), żony jednego z synów Olgi Matuszyńskiej.

## Inne obiekty
- kaplica prawosławna pod wezwaniem Narodzenia św. Jana Chrzciciela – zbudowana w 1971 na cmentarzu prawosławnym, świątynia filialna parafii w Jacznie